# Heinrich Julius Kämmel
Heinrich Julius Kämmel (* 17. Februar 1813 in Saalendorf; † 24. September 1881 in Zittau) war ein deutscher Gymnasiallehrer und Politiker.

## Leben
Heinrich Julius Kämmel war ein Sohn des Webereifabrikanten Carl Gottlieb Kämmel. Er studierte von 1833 bis 1837 Theologie, Philosophie, Philologie und Geschichte an der Universität Leipzig. 1838 kehrte er nach Zittau zurück und war zunächst Lehrer an der Stadtschule. 1839 kam er an die Zittauer Gewerbeschule und wechselte 1840 als Lehrer an das Gymnasium in Zittau. Dort wurde er 1845 Subrektor und ab 1851 Konrektor. 1854 wurde er dauerhaft Schulleiter, nachdem er dieses Amt schon ab 1852 vertretungsweise übernommen hatte.
Er blieb bis zu seinem Tod beruflich wie gesellschaftlich engagiert und starb am 24. September 1881 an einem Herzinfarkt.
Sein Sohn Otto Kaemmel (1843–1917) war ebenfalls Gymnasiallehrer und Direktor von Gymnasien in Dresden und Leipzig.

## Wirken
In seiner Zeit als Rektor erweiterte er das Zittauer Gymnasium um eine Realschule und eine höhere Handelslehranstalt mit dem Ziel, eine einheitliche höhere Schule für alle Bildungsabschlüsse zu schaffen. Er organisierte die Umgestaltung von einer städtischen zur staatlichen Schule und förderte den Bau eines neuen Schulgebäudes.
Neben seiner Lehrtätigkeit publizierte er rege, vor allem zu historischen und pädagogischen Themen. Er arbeitete unter anderem an der „Encyklopädie des gesammten Erziehungs- und Unterrichtswesens“ und der Allgemeinen Deutschen Biographie mit.
Heinrich Julius Kämmel war Mitbegründer und teilweise auch Vorsitzender zahlreicher Vereine und Institutionen in Zittau und darüber hinaus. Ab 1854 bis zu seinem Tod war er Direktor des Zittauer Stadtmuseums sowie ab 1867 Mitglied des Gelehrtenausschusses des Germanischen Nationalmuseums in Nürnberg. Er saß einige Jahre dem Zittauer Gewerbeverein vor und gilt als Mitbegründer des Turnvereins in Zittau.
Auch politisch betätigte sich Kämmel. Im März 1849 wurde er in der Nachwahl zur Frankfurter Nationalversammlung im Wahlkreis Königreich Sachsen (1., Zittau) gewählt und war vom 11. April 1849 bis zum 21. Mai 1849 Abgeordneter dieser. Dort schloss er sich der Fraktion Deutscher Hof und kurz vor Auflösung des Parlaments dem Märzverein an. Aufgrund von großen Meinungsverschiedenheiten trat er noch vor deren Auflösung aus Märzverein und Nationalversammlung aus. Politisch vertrat er kleinbürgerlich, gemäßigt liberale Positionen. Ab Dezember 1849 bis Juni 1850 war er Mitglied der 2. Kammer des Sächsischen Landtages in Dresden. Ab 1871 war er Stadtverordneter in Zittau, 1877 übernahm er das Amt des Armenvorstehers und wurde 1879 Zittauer Stadtrat.

## Werke (Auswahl)
- Wodurch kann das Haus die Thätigkeit der Schule unterstützen?, Förstner, Zittau 1860.
- Geschichte des Deutschen Schulwesens im Uebergange vom Mittelalter zur Neuzeit. Aus seinem Nachlasse herausgegeben von Otto Kaemmel. Duncker & Humblot, Leipzig 1882.
- Zahlreiche Artikel in der Allgemeinen Deutschen Biographie

## Ehrungen
- 1879: Ehrenbürger von Zittau.[5]
- Königlich sächsischer Zivildienstorden (Ritterkreuz I. Klasse)[1]
- In Zittau wurde eine Straße nach ihm benannt